# Carea pryeri
Carea pryeri är en fjärilsart som beskrevs av Druce 1911. Carea pryeri ingår i släktet Carea och familjen trågspinnare. Inga underarter finns listade i Catalogue of Life.